# Sobralia bimaculata
Sobralia bimaculata är en orkidéart som beskrevs av Leslie Andrew Garay. Sobralia bimaculata ingår i släktet Sobralia och familjen orkidéer.
Artens utbredningsområde är Colombia. Inga underarter finns listade i Catalogue of Life.